# サービスデリバリ
サービスデリバリ（Service Delivery）あるいはサービスデリバリプロセスはITILを構成するプロセスのひとつ。通称『赤本』と呼ばれ、主に中長期的なITサービスの計画と改善手法について記載されている。

## 概要
サービスデリバリは5つのプロセスで構成され、それぞれのプロセスごとに異なる役割と責任を持たせている。プロセスとして「サービスレベル管理」、「ITサービス財務管理」、「可用性管理」、「ITサービス継続性管理」、「キャパシティ管理」とそれぞれ名称定義されている。また、ITILをベースとしたITサービスマネジメントにおける規格（ISO/IEC 20000）ではこれらのプロセスを総称して「サービスデリバリプロセス群」と分類している。
| プロセス             | 概要                                                                                           |
| -------------------- | ---------------------------------------------------------------------------------------------- |
| サービスレベル管理   | サービス提供者と利用顧客の間で合意したサービスレベルを管理するプロセス。                       |
| ITサービス財務管理   | ITサービスの提供に必要なコストとITサービス利用に伴う収益性を管理するプロセス。                 |
| 可用性管理           | ITサービスの提供に必要なシステムとマンパワーに関する可用性を管理するプロセス。                 |
| ITサービス継続性管理 | ITサービスの提供が停止した場合の顧客への影響を最小限に防ぐ事を目的としたプロセス。             |
| キャパシティ管理     | 利用顧客が要求するサービスレベルに対し、システムに将来必要とされるリソースを管理するプロセス。 |

## 管理プロセス詳細

### サービスレベル管理
サービスレベル管理は事業者と顧客の間に結ばれるサービスレベルを具体的に維持管理していくためのプロセスである。SLAやSLMといった概念自体はITILが普及する前から知られており、さまざまなガイドラインも各種機関から公表されている。ITILにおけるサービスレベル管理は企業における「事業部門」や「経営部門」と「IT部門」間に設定されるものを第一とし、それらの部門をIT部門に対する顧客と位置付け、実際のサービス利用者をユーザあるいはエンドユーザと位置づけている。サービスサポートプロセスで定義されているインシデント管理などのプロセスがユーザ向けであるのに対し、サービスレベル管理は顧客向けのプロセスである。サービスレベル管理ではSLAをマネジメントすることを第一の目的とし、それを達成するために以下の目標が掲げられている。
- 顧客とサプライヤ[3]との関係を保つ事。
- ビジネス要件とサービス提供実現コストを相互評価する事。
- サービスレベルの測定と継続的な改善を実施する事。

### ITサービス財務管理
ITサービスに対するサービスレベル要件が高ければ高いほどサービスに係るコストも増大していく。ITサービス財務管理ではこれらITサービスに係るコストを明確にし、IT全般の財務管理をコントロールする為のプロセスである。ITサービス財務管理では費用対効果の高いIT財務の運営と管理を目的として以下の目標が掲げられている。
- IT予算のコントロールと会計管理
- ITサービスのコスト算出と振り分け
- ITサービスに対する公平公正なコスト回収

### 可用性管理
可用性管理では提供されるサービスに対し、ITサービスが必要な時に提供できる能力について管理する。利用顧客が利用したい時にサービスを利用できるようITサービスを構成する個々の機能についてそれぞれ維持管理を行う。キャパシティ管理がサービスレベルに対するITサービスの「量」をコントロールするのに対し、可用性管理ではITサービスの「質」をコントロールする。可用性管理ではITサービスの可用性/非可用性を予測、計画して管理することを目的として以下の目標を掲げている。
- 将来的なサービス損失の予防
- 外部ベンダに対する契約調整
- サービスを構成するアイテムについての適切な保守活動

### ITサービス継続性管理
ITサービス継続性管理では一般的には「災害対策設計」などと呼ばれる部分に相当し、災害発生時に事業の継続に影響する事態に対してITサービスの復旧能力を保証する為のプロセスである。例えばサービス提供源となっているサーバが設置されているデータセンタが被災した場合、サービスの提供が不可能となるが、あらかじめ確保しておいた別地域の災害対策センタにデータをリストアする事により最小限の時間でサービス復旧を可能にするという事が求められる。それら災害に対するリスクの分析をあらかじめ実施しておき、実際に発生した場合の対策をコントロールする。ITサービス継続性管理では、事業の継続上要求される最小限のサービスレベルを明確化し、災害発生時に最小時間でITサービスを復旧させる事を目的として以下の目標を掲げている。
- 災害時の事業への影響を確認する
- 効果的なリスク分析とリスク管理を実施する
- 企業の事業継続性計画に統合した管理を実施する

### キャパシティ管理
キャパシティ管理では二つのプロセスが内包されており、ひとつはサービス提供前のサービスに関するキャパシティのコントロール（キャパシティプランニング）。もうひとつはシステム運用時の稼動評価と将来性を見据えたキャパシティのコントロールである。開発するサービスが性能要件を満たす為に必要なリソースやスループットを見積もり、サービスレベルに見合った機能とコストを試算する事、さらに運用が開始されたサービスについて定期的な記録を採り、IT資源の枯渇や応答時間の監視などを行い、サービスレベル維持の為の定期的な拡張やメンテナンスをプランニングしていく為のプロセスとして位置づけられている。キャパシティ管理では費用対効果の高いITサービスの処理能力の提供を目標として以下の目的が掲げられている。
- 事業計画の理解とキャパシティ計画の立案
- コストと需要のバランス調整
- モニタリングによる先行的な対応